# Eugene Fama
Eugene Francis Fama (Boston, 14 febbraio 1939) è un economista statunitense, noto per il suo lavoro sulla teoria del portafoglio e l'asset pricing. Nel 2013 ha condiviso il Premio Nobel in economia insieme a Robert J. Shiller e Lars Peter Hansen.  Nell'aprile 2019 il progetto "Research Papers in Economics" lo ha classificato come il nono economista più influente di tutti i tempi sulla base dei suoi contributi accademici. È considerato "il padre della finanza moderna", poiché le sue opere hanno gettato le basi dell'economia finanziaria .

## Biografia
Nato a Boston nel 1939 da Angelina (nata Sarraceno) e Francis Fama (tutti i suoi nonni erano immigrati dall'Italia), è professore di Finanza alla Booth School of Business dell'Università di Chicago, dove ha conseguito un M.B.A. e ha ottenuto un Ph.D in economia e finanza sotto la guida di Benoît Mandelbrot. Ha sempre insegnato all'Università di Chicago. La sua tesi di dottorato, che concludeva che le variazioni dei prezzi delle azioni sono casuali e seguono un cammino casuale, fu pubblicata nel 1965 sul Journal of Business, con il titolo The Behavior of Stock Market Prices.
L'articolo ha dato vita a un articolo meno tecnico, Random Walks In Stock Market Prices, pubblicato sul Financial Analysts Journal nel 1965 e su Institutional Investor nel 1968. L'articolo The Adjustment of Stock Prices to New Information pubblicato sull'International Economic Review nel 1969 (con altri) è stato il primo studio ad analizzare come il prezzo delle azioni reagisce a un evento. Fama è noto soprattutto per essere l'autore dell'ipotesi del mercato efficiente.
Nell'articolo del 1970 sul Journal of Finance, Efficient Capital Markets: A Review of Theory and Empirical Work, Fama propose due concetti cruciali nel definire i mercati efficienti. Anzitutto ha proposto tre concetti di efficienza: (i) una forma forte; (ii) una forma semi-forte; e (iii) l'efficienza debole. Poi, Fama ha dimostrato che la nozione di efficienza del mercato non poteva essere respinta senza rifiutare il modello dell'equilibrio di mercato ovvero del meccanismo di aggiustamento tramite i prezzi. Questo concetto è noto come problema delle ipotesi congiunte, con cui gli economisti hanno dovuto fare i conti.
In una serie di articoli pubblicati a partire dal 1993, Fama, insieme a Kenneth French, ha sollevato dubbi circa la validità del Capital asset pricing model (CAPM) e ha proposto un modello a tre fattori. Inoltre, Fama è autore del manuale The Theory of Finance con il premio Nobel Merton Miller. È direttore di ricerca del Dimensional Fund Advisors, Inc., un fondo di investimento che gestisce 126 miliardi di dollari (dati del 2006). Nel 2005 è stato il primo vincitore del Premio Deutsche Bank per la Finanza. Il 14 ottobre 2013, l'Accademia reale svedese delle scienze ha deciso di premiare Fama, insieme a Robert Shiller e Lars Peter Hansen, con il Premio Nobel per l'Economia, «per le loro analisi empiriche sui prezzi delle attività finanziarie».